# Muzeum Energetyki Jeleniogórskiej
Muzeum Energetyki Jeleniogórskiej w Szklarskiej Porębie – muzeum prowadzone przez oddział Stowarzyszenia Elektryków Polskich w Jeleniej Górze, znajdujące się w budynku starej siłowni wodnej w Szklarskiej Porębie (niem. Schreiberhau).  Budynek muzeum jest położony w dolinie Kamiennej, w bezpośrednim sąsiedztwie drogi krajowej nr 3.

## Historia
Siłownia w Schreiberhau została wybudowana w 1900 roku, na potrzeby założonej w 1872 roku przez Otto Opitza fabryki papy i tektury. Prywatny zakład został w 1935 roku włączony do ogólnokrajowej sieci energetycznej Niemiec.
Po II wojnie światowej miejscowość znalazła się w granicach Polski. Starą siłownię wodną przekształcono w muzeum z inicjatywy inż. Ludwika Szczepaniaka. Muzeum otwarto 15 maja 1975 roku, a inicjator utworzenia placówki został jej wieloletnim kustoszem.

## Eksponaty
Wśród około 600 eksponatów znajdują się urządzenia używane od początku XX wieku przez elektryków i elektroenergetyków. Są wśród nich m.in. liczniki energii elektrycznej, przekładniki prądowe oraz napięciowe, transformatory, izolatory energetyczne, prądnice, przyrządy pomiarowe, a także agregat prądotwórczy z 1912 roku. Wśród eksponatów znajdują się również: umundurowanie energetyków, adresarka z 1925 roku oraz książki i czasopisma.

Od 1995 roku istnieje możliwość obejrzenia – ze specjalnego balkonu – funkcjonującej elektrowni wodnej, w której pracują dwie turbiny Francisa o mocy 0,057 MW i 0,099 MW. Maszyny zostały wyprodukowane przez firmę Briegleb, Hansen Gotha & Co w roku 1922.

## Godziny otwarcia
Dla turystów indywidualnych muzeum jest czynne w każdą sobotę wakacji, od godz. 10.00, natomiast dla grup zorganizowanych – po wcześniejszym uzgodnieniu z oddziałem Stowarzyszenia lub firmą Tauron Dystrybucja. Wstęp do muzeum jest bezpłatny.

## Dodatkowe atrakcje turystyczne
W otoczeniu Muzeum znajdują się liczne obiekty wpisane na listę Narodowego Instytutu Dziedzictwa. W rejonie Szklarskiej Poręby znajdują się liczne szlaki turystyczne (piesze i rowerowe) oraz obiekty sportów zimowych (narciarskie trasy biegowe i wyciągi).